# Steeve Gustan
 (février 2012).
Si vous disposez d'ouvrages ou d'articles de référence ou si vous connaissez des sites web de qualité traitant du thème abordé ici, merci de compléter l'article en donnant les références utiles à sa vérifiabilité et en les liant à la section « Notes et références ».
Steeve Gustan est un footballeur français né le 26 janvier 1985 et évoluant au poste de milieu de terrain. 
En 2012, Il joue pour le CS Bélimois et fait partie de l'équipe de Martinique de football.

## Carrière

### AvecBordeaux
En 2004, alors qu'il a 19 ans, il intègre le centre de formation des Girondins de Bordeaux. Après avoir disputé quelques matchs avec l'équipe B, il a été appelé à signer un contrat professionnel, mais divers problèmes l'ont conduit à décliner cette offre et à retourner en Martinique.

### AuClub Franciscain
Dans ce club, il gagnera de divers titres (champion de la Martinique, coupe de Martinique, coupe de France zone Martinique, ligue Antilles, coupe des dom-tom), dont le titre de champion de la Martinique en 2009. Cette même année le club franciscain a remporté la coupe de France zone Martinique et s'est donc qualifié pour le septième tour contre Luçon (Vendée). Steeve et ses coéquipiers s'inclineront 2-1 après avoir égalisé avant la mi-temps à Luçon.
Après la fin de saison 2010-2011 ou le club franciscain a terminé a la deuxième place du championnat, Steeve décide de partir jouer au CS Bélimois rejoindre Eddy Heurlié et Patrick Percin.

### Au CS Bélimois
Le CS Belimois a remporté la coupe de France zone Martinique. Ils ont alors rencontré l'Us Ivry, face à qui ils se sont inclinés 4 à 2 après avoir mené 2 à 0 grâce à Percin et Gustan.

### En sélection martiniquaise
Steeve est un joueur très important pour l'équipe de Martinique. En 2008 il termine finaliste de la coupe de l'outre-mer, après que la Martinique ait perdue 1-0 contre la Réunion. Cette même année, son équipe est éliminée par la Guadeloupe au 2e tour, lors de la digicel caribbean cup 2008.
En 2010, lors de la coupe de l'outre mer, Steeve marque un but contre la Nouvelle-Calédonie lors de la phase de poule. La Martinique s'impose en finale aux tirs au but face à La Réunion. C'est son premier titre avec la sélection.